# Pedro Batalla Xatruch
Pedro Batalla Xatruch (Tarragona, 1893-1968) was een Spaans kunstschilder.
Hij was leerling van Angel Andrade, Félix Mestres en Vicente Climent.
Hij schilderde portretten, typische Spaanse figuren, stillevens, bloemen, marines en landschappen.
In 1953, 1957 en 1960 leverde hij het beeld voor de kalender van de Union Espanola de Explosivos, de in Spanje populaire en wijd verspreide "Calendario UEE".

## Musea
- Tarragona, Museu d'Art Modern